# کژشچنا
کژشچنا (به لهستانی:  Krzyszczyna) یک روستا در لهستان است که در گمینا بوگدانگتس واقع شده‌است.
 کژشچنا  ۷۰ نفر جمعیت دارد.